# Петрашовка (Кременчугский район)
Петрашовка (укр. Петрашівка) — село,
Саловский сельский совет,
Кременчугский район,
Полтавская область,
Украина.
Код КОАТУУ — 5322485606. Население по переписи 2001 года составляло 108 человек.

## Географическое положение
Село Петрашовка находится на правом берегу реки Сухой Кобелячек,
выше по течению на расстоянии в 1 км расположено село Работовка,
ниже по течению на расстоянии в 0,5 км расположено село Саловка.
На расстоянии в 1 км расположено село Махновка.
К селу примыкают большие отстойники (~1200 га).

## История
Есть на карте 1869 года как хутор без названия.
В 1862 году в деревне владельческой Петрашовка было 14 дворов где жило 67 человек.
В 1911 году в деревне Петрашовка жило 126 человек.